# C-SPAN

Logo

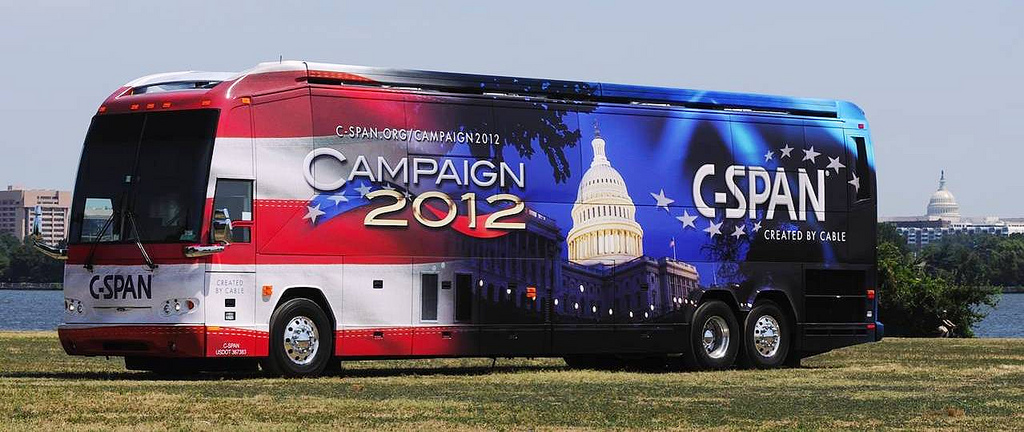
Bus van C-SPAN

C-SPAN (Afkorting van: Cable-Satellite Public Affairs Network) was het eerste Amerikaanse kabel- en satelliettelevisienetwerk dat zich bezighield met 24-uursverslaggeving van het Amerikaanse parlement en actuele zaken in de Amerikaanse politiek. Het brengt hoofdzakelijk direct verslag uit van vergaderingen, persconferenties, lezingen van politieke of non-commerciële organisaties en soms interviews. Het verschil met de andere nieuwsnetwerken is dat de beeldverslagen zonder verder commentaren of opinies verspreid worden.
Het netwerk heeft drie kanalen: C-SPAN verslaat zaken die zich afspelen in het Amerikaanse Huis van Afgevaardigden, C-SPAN 2 bericht meestal over de Senaat, terwijl C-SPAN 3 de overige politieke kwesties in Washington D.C. behandelt.
C-SPAN is grotendeels gevestigd op Capitol Hill in Washington D.C., maar het heeft ook nog een archief in West Lafayette (Indiana). Opvallend is dat C-SPAN een niet-commercieel netwerk is dat niet door regeringsbijdragen, maar grotendeels door de commerciële kabelnetwerken gefinancierd wordt die de programma's verspreiden.